# (382412) 1997 SZ3
(382412) 1997 SZ3  es un asteroide perteneciente al cinturón de asteroides, descubierto el 25 de septiembre de 1997 por Vittorio Goretti desde el Observatorio de Pianoro, en Italia.

## Designación y nombre
Designado provisionalmente como 1997 FA.

## Características orbitales
1997 SZ3 orbita a una distancia media del Sol de 2,4765 ua, pudiendo acercarse hasta 1,7526 ua y alejarse hasta 3,2004 ua. Tiene una excentricidad de 0,2922 y una inclinación orbital de 4,8156° grados. Emplea en completar una órbita alrededor del Sol 1423 días.

## Características físicas
Su magnitud absoluta es 16,9.